# Atractus guentheri
Atractus guentheri — вид змій родини полозових (Colubridae). Ендемік Бразилії. Вид названий на честь німецько-британського зоолога Альберта Гюнтера.

## Поширення і екологія
Atractus guentheri мешкають в прибережних районах на південному заході штату Баїя, між річками Контас і Пардо. Вони живуть у вологих рівнинних атлантичних лісах та на плантаціях, на висоті до 300 м над рівнем моря. Активні і вдень, і вночі, ведуть напівриючий спосіб життя, живляться черв'яками.

## Збереження
МСОП класифікує стан збереження цього виду як близький до загрозливого. Atractus guentheri загрожує знищення природного середовища.